# Landkreis Osterode am Harz
Landkreis Osterode am Harz var ett distrikt (Landkreis) i det tyska förbundslandet Niedersachsen. Distriktet uppgick 1 november 2016 i Landkreis Göttingen.